# Sylvia Fowles
Sylvia Shaqueria Fowles (Miami, 6 de outubro de 1985) é uma basquetebolista profissional estadunidense que atualmente joga pelo Minnesota Lynx na Women's National Basketball Association. A atleta que possui 1,98m e pesa 91kg, atua como Pivô.